# 계유명삼존천불비상
계유명삼존천불비상(癸酉銘三尊千佛碑像)은 불상과 글이 새겨진 비석 모양의 석상이다. 1962년 12월 20일 대한민국의 국보 제108호로 지정되었다.

## 개요
총 높이 91cm. 조치원읍내에서 서쪽으로 약 2km 떨어진 산기슭의 서광암에서 1961년에 발견·조사되었다. 상·하 2석으로 연화대석과 신부가 1석이며 정상부에 얽힌 2단형 천개가 별석으로 조성되어 있다. 이 석상은 단판의 앙화원형 대좌 위에 세워졌는데 연판의 조각은 측면에서 그쳤다. 신부는 장방형 비신형을 이루고 그 하부중앙에 삼존상을 조각하였으며, 그 양측에는 각 4행의 명문을 음각하였다. 그리고 삼존과 명문 이상의 전면을 10단으로 나누었는데 상9단에는 각 20위의 작은 여래좌상을 조각하였다. 이 같은 소형불상의 배치는 측면 각 14단에 각 8위씩 후면 16단에 각 12위씩으로 4면 전체에 720위의 소불이 조각되어 공간을 남기지 않았다. 전면 삼존상에서의 본존은 방형 대좌에 결가부좌하였으며 무릎 밑과 하단에 연화좌가 있고 그 사이에는 상현좌의 양식을 조각하였다. 두부는 부서져 없어졌으며 통견의 가슴에는 만자가 보인다. 수인은 오른손을 올려서 현장하고 왼손은 가슴 앞에서 선장하였다. 좌·우 양 협시 보살은 둥근 양연좌에 섰으며 상부는 나체인데 하반신은 상의가 X자로 교차된 천의가 있으며 연화와 주문으로 원형두광을 갖추고 있다. 옥개석은 장방형 2단을 이루고 1석 조성으로서 상·하단 4면과 뒷면에도 신부와 동일한 소형여래상대가 있어 전체 약 200위에 달한다. 이와 같이 전면에 새겨진 소불상대는 천불신앙에 따르는 천불의 표현으로 해석되는 바, 석상에 조성된 천불의 유례로서는 최고의 작품일 것이다.

## 같이 보기
- 계유명전씨아미타불비상

## 참고 자료
- 계유명삼존천불비상 - 국가유산청 국가유산포털